# هونغ كونغ رينجرز
نادي هونغ كونغ رينجرز لكرة القدم (بالصينية: 流浪足球會) هو نادِ كرة قدم من هونغ كونغ تأسس عام 1958 باسم "فريق رينجرز لكرة القدم". يلعب حالياً في دوري هونغ كونغ الممتاز.

## وصلات خارجية
- الموقع الرسمي (بالصينية)